# Шарпенберг, Хеннинг
Хеннинг Шарпенберг (нем. Henning Scharpenberg, родился, предположительно, в Грайфсвальде — скончался 5 апреля 1448 года) — немецкий священнослужитель; рижский архиепископ с 1424 по 1448 год. Его предшественник был Иоганн VI Амбунди, существенно поднявший престиж архиепископской должности и одержавший ряд дипломатических побед над Ливонским орденом. Его преемником был Сильвестр Стодевешер, который также вёл активную борьбу против доминирования немецких рыцарей при поддержке иностранных государств.

## Помощник Иоганна Амбунди
Рыцарь немецкого ордена, Хеннинг Шарпенберг происходит из богатой знатной семьи из Грайфсвальда. Примерно с 1419 года он занимает должность  пробста Домской церкви в Риге и является одним из главных сподвижников волевого и энергичного рижского архиепископа Иоганна Амбунди, готовя с ним созыв ландтага и обсуждая возможности формирования Ливонской конфедерации. Несмотря на то, что Шарпенберг сам принадлежал к братству Тевтонского ордена, он яростно поддерживал борьбу Иоганна Амбунди против тевтонцев, которые параллельно вынуждены были вести кровавые войны с Литвой. С 1423 года он проживал в Риме, являясь полномочным представителем Амбунди при папе и участвовал в лоббировании отмены буллы папы Бонифация IX от 1393 года, согласно которой рижская церковь оказалась инкорпорированной в Ливонский орден. Благодаря усилиям Иоганна Амбунди и его помощника Хеннинга Шарпенберга рижская церковь более не являлась составной частью Ливонского ордена и архиепископы более не являлись его ставленниками.

## Вступление в должность; борьба против ордена
После смерти архиепископа Иоганна VI Амбунди состоялся новый собор, по итогам которого 27 июня 1424 года Хеннинг был избран на эту должность. Несмотря на честные выборы, руководство ордена пыталось всеми силами воспрепятствовать папскому решению одобрить выбор капитула в Риге, но тем не менее 13 октября 1424 года папа Мартин V утвердил Хеннинга в качестве преемника своего друга Иоганна Амбунди. Надо отметить, что орден был серьёзно ослаблен после заключения Мельнского мира, закрепившего полное поражение Тевтонского ордена по итогам Голубской войны за жемайтские земли против Великого княжества Литовского и Польши, поэтому у него не хватало сил для сопротивления усилению влияния архиепископа. Поэтому Шарпенберг стремится договориться с приехавшим к нему эзельским епископом Христианом Кобантом с тем, чтобы тот добивался для себя большей самостоятельности в принятии решений в духовной и светской областях.

## Переговоры с Римом; нападение ордена на посланников архиепископа
Вскоре Шарпенберг созывает провинциальный синод, на котором принимается важное решение о возможности проведения проповедей для коренных жителей Терра Мариана (ненемцев) на их языках. В тайных переговорах, прошедших в ходе синода, он обсудил с легатами Мартина V вопрос о поддержке, которую папа мог бы оказать архиепископу в борьбе за влияние с Ливонским орденом и принять меры против угнетения со стороны рыцарей. С этой целью Шарпенберг отправляет делегатов в Рим. По итогам переговоров в Риме должны были принять секретную резолюцию о том, что папа будет оказывать поддержку архиепископу. Об их отъезде стало известно орденскому руководству, которое в лице магистра Циссе фон дем Рутенберга попыталось предотвратить их прибытие в Рим. На них было решено совершить нападение ещё в Ливонии — в пути они подверглись атаке со стороны фогта Гробина, люди которого силой изъяли все документы, а самих посланников Хеннинга Шарпенберга сбросили под лёд озера, где они и утонули. Это было тяжкое оскорбление архиепископу Риги. Шарпенберг, возмущённый вероломным ограблением и убийством посланников, уже открыто продемонстрировал свою враждебность по отношению к ордену и сам отправился в Рим, где 13 ноября 1426 года была издана булла о том, что архиепископ и его домский капитул отныне становились полностью независимыми от ордена, а Рига была освобождена от присяги, которую она давала Братству Христову. Это была существенная победа архиепископа над орденским руководством и Циссе фон дем Рутенбергу пришлось смириться.

## Первое соглашение в Валке
Последующие столкновения Хеннинга Шарпенберга с Ливонским орденом преимущественно были связаны с пропорциональным представительством вассалов на ландтагах в Ливонии. Поскольку большинство вассалов рижской архиепархии всё ещё занимали сторону ордена по экономическим соображениям, Шарпенберг в 1431 году в Валке инициировал мирное соглашение с орденом по вопросу церковного устава. Оно предусматривало, что действующий архиепископ и его каноники должны были жить по уставу августинцев, в то время как будущий архиепископ и домский капитул должны будут принять орденский устав. Тем самым Шарпенберг показал, что готов к уступкам, но известно, что он выжидал, как завершиться война между литовскими князьями, в которую орден был втянут.

## Поражение ордена и второе соглашение в Валке
Результат не заставил себя долго ждать: в сентябре 1435 года в битве под Вилькомиром орден, поддерживавший Свидригайло Ольгертовича, потерпел сокрушительное поражение в сражении с объединённым польско-литовско-русским войском. В этом сражении погиб магистр Франк фон Кирскорф и ряд орденских комтуров и военачальников, а также много немецких, чешских и силезских рыцарей. Хеннинг Шарпенберг, горевший желанием отомстить, воспользовался подвернувшейся возможностью и приказал захватить в плен немецких рыцарей, пользовавшихся авторитетом в ордене. Продержав их некоторое время в заключении, он велел предать их смерти. Этот поступок остался безнаказанным. Орденское руководство осознало, что сейчас не время сопротивляться произволу архиепископа и его воинов. В декабре 1435 года новый магистр Ливонского ордена Генрих фон Бёкефёрде пошёл на уступки, отказавшись от своих претензий к цвету одежды каноников и согласившись с тем, что каноники архиепископа продолжат жить по августинскому уставу неопределённое время. В свою очередь, Шарпенберг пообещал на 12 лет отказаться от своих претензий на Ригу. Таким образом, Ливонский орден и архиепископ в Валке заключили перемирие сроком на шесть лет. Это было торжество дипломатии Хеннинга Шарпенберга. К тому же в Валке при участии обеих сторон было решено, что все внутренние споры подлежат разрешению в арбитражном суде, а все внешние войны могут вестись любой из сторон только по обоюдному согласию. В случае нападения извне орден и архиепископ должны были совместно вести оборону, объединяясь против врага.
Хеннинг Шарпенберг скончался 5 апреля 1448 года за пределами Риги. Его тело было погребено в Рижском Домском соборе. Преемником Шарпенберга стал другой непримиримый противник орденской власти Сильвестр Стодевешер и конфликт разгорелся с новой силой.